# Bernard Gallacher
Bernard Gallacher, född 9 februari 1949 i Bathgate, West Lothian, är en skotsk professionell golfspelare.
Gallacher vann under åren 1974-1984 tio tävlingar på europatouren, men hade vunnit stora proffstävlingar i Europa redan tidigare (europatouren etablerades 1972). 1969 blev han den yngste spelaren dittills att representera Storbritannien i Ryder Cup, ett rekord som senare slogs av Nick Faldo.
Gallacher spelade i Ryder Cup ytterligare sju gånger, alla slutade med förlust. Han var också kapten för det europeiska Ryder Cup-laget 1991, 1993 och 1995, de två förstnämnda slutade med knappa förluster, men 1995 fick han äntligen vinna Ryder Cup.
Gallacher har aldrig haft någon större framgång i majors, som bäst en delad 18:e plats i The Open Championship 1973. Idag spelar Gallacher på den europeiska seniortouren.